# Shonny Vanlandingham
Shonny Vanlandingham (* 29. Mai 1969 in Durango (Colorado)) ist eine ehemalige US-amerikanische Triathletin. Sie ist Weltmeisterin im Cross-Triathlon (2010).

## Werdegang
Shonny Vanlandingham war als Mountainbikerin aktiv, bevor sie 2008 zum Cross-Triathlon wechselte.
Sie konnte im Cross-Triathlon 2010 die Xterra-Weltmeisterschaft gewinnen und holte sich im April 2011 auch den Vize-Weltmeistertitel in der erstmals von der International Triathlon Union (ITU) ausgetragenen Weltmeisterschaft Cross-Triathlon. Seit 2013 tritt sie nicht mehr international in Erscheinung.

## Sportliche Erfolge
| Datum/Jahr    | Rang | Wettbewerb                              | Austragungsort   | Zeit     | Bemerkung                                                                                     |
| ------------- | ---- | --------------------------------------- | ---------------- | -------- | --------------------------------------------------------------------------------------------- |
| 27. Okt. 2013 | 8    | Xterra Triathlon World Championships    | Maui             | 03:05:43 | Weltmeisterschaft Cross-Triathlon                                                             |
| 13. Apr. 2013 | 3    | Xterra West Coast Championships         | Las Vegas        | 02:45:36 |                                                                                               |
| 25. Aug. 2012 | 1    | Xterra Japan Championship               | Marunuma         | 02:52:22 |                                                                                               |
| 4. Aug. 2012  | 2    | Xterra Mexico Championships             | Valle de Bravo   |          |                                                                                               |
| 2. Aug. 2011  | 2    | Xterra European Triathlon Championships | Olbersdorf       |          | bei der Xterra Germany                                                                        |
| Aug. 2011     | 1    | Xterra Mexico Championships             | Valle de Bravo   |          |                                                                                               |
| 22. Mai 2011  | 2    | Xterra Southeast Coast Championships    | Pelham (Alabama) |          |                                                                                               |
| 30. Apr. 2011 | 2    | ITU Cross Triathlon World Championships | Extremadura      |          | Vize-Weltmeisterin Cross-Triathlon (1 km Schwimmen, 20 km Mountainbiken und 6 km Geländelauf) |
| 12. März 2011 | 1    | Xterra Saipan Championships             | Saipan           |          |                                                                                               |
| 6. März 2011  | 1    | Xterra Philippines                      | Liloan           | 02:31:39 | Sieg bei der Erstaustragung auf den Philippinen, vor der Schweizerin Renata Bucher            |
| 24. Okt. 2010 | 1    | Xterra Triathlon World Championships    | Maui             | 02:58:20 | Weltmeisterin Cross-Triathlon                                                                 |
| 25. Sep. 2010 | 3    | Xterra USA National Championships       | Ogden (Utah)     |          | [ 5 ]                                                                                         |
| 15. Aug. 2010 | 2    | Xterra Mexico Championships             | Valle de Bravo   |          |                                                                                               |
| 13. Juni 2010 | 1    | Xterra Southeast Coast Championships    | Pelham (Alabama) | 02:28:02 | [ 6 ]                                                                                         |
| 11. Juni 2010 | 1    | Xterra Brazil Championships             | Manaus           |          |                                                                                               |
| 13. März 2010 | 2    | Xterra Saipan Championships             | Saipan           |          |                                                                                               |
| 26. Sep. 2009 | 2    | Xterra USA National Championships       | Ogden (Utah)     |          |                                                                                               |
| 2. Aug. 2009  | 1    | Xterra Mexico Championships             | Valle de Bravo   |          |                                                                                               |
| 18. Apr. 2009 | 3    | Xterra Saipan Championships             | Saipan           |          |                                                                                               |
| 26. Okt. 2008 | 3    | Xterra Triathlon World Championships    | Maui             |          |                                                                                               |

(DNF – Did Not Finish)